# Onda de Alfvén

Onda de Alfvén

Uma onda de Alfvén, nomeada em homenagem a Hannes Alfvén, é um tipo de onda magnetoidrodinâmica. Em plasma, ondas de Alfvén são de baixa frequência, propagando na direção do campo magnético, através da oscilação de íons.